# Ronald Basil Bowen Bancroft Cooke
Ronald Basil Bowen Bancroft Cooke, britanski general, * 1899, † 1971.